# Gazi İlk Muallim Mektebi

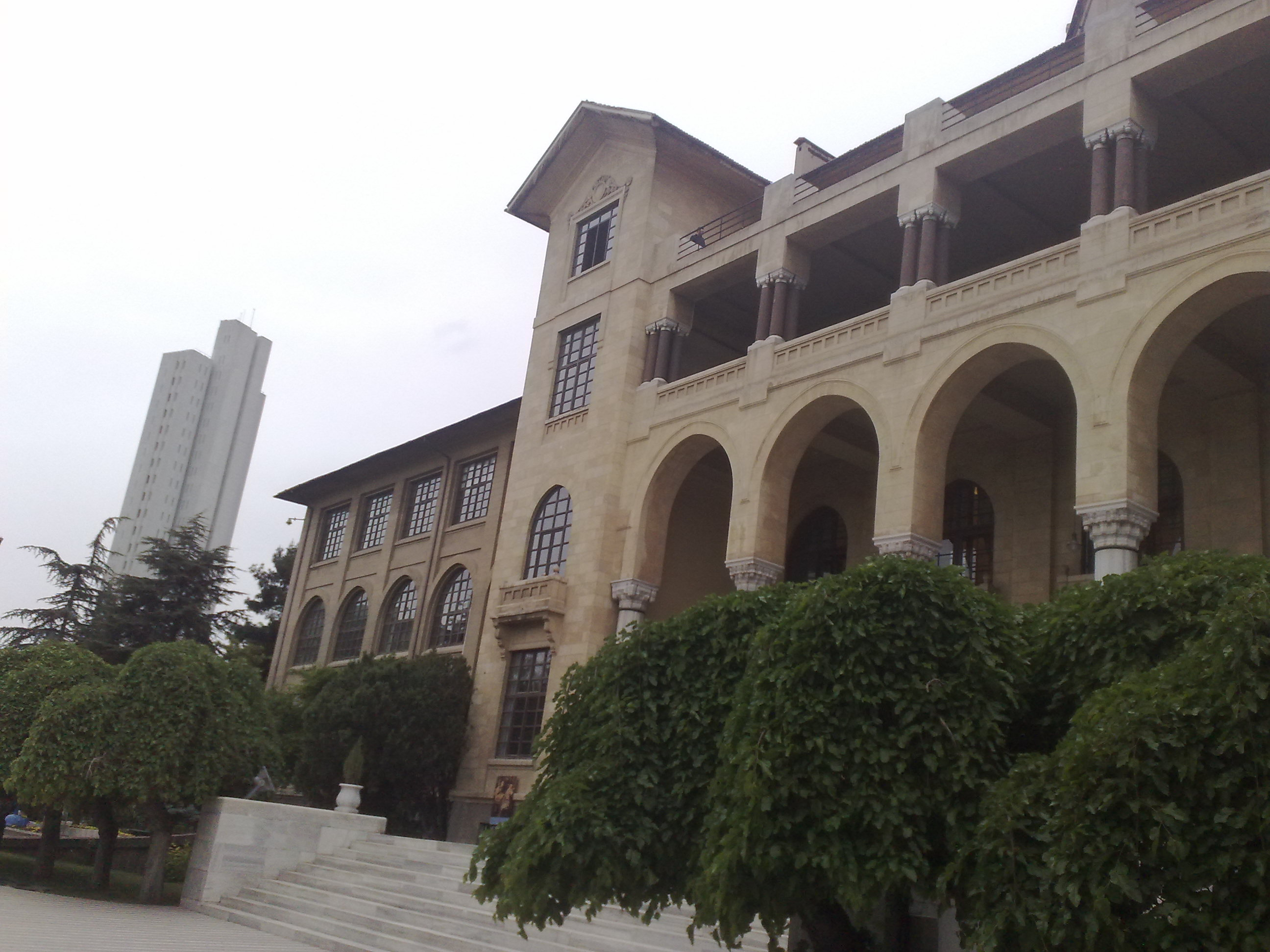
Seitenansicht des Gazi İlk Muallim Mektebi

Das Gazi İlk Muallim Mektebi ist eine von Mimar Kemaleddin entworfene Bildungseinrichtung für die Lehrerausbildung und seit 1984 Dekanatsgebäude der Gazi Üniversitesi in Ankara. Das Gebäude wurde nach der Bauzeit 1927–1930 mit dem Namen Gazi Mustafa Kemal Paşa Muallim Mektebi am 19. Dezember 1930 feierlich eröffnet. Seit den 1940er Jahren wird es auch Gazi Eğitim Enstitüsü genannt. Es befindet sich auf dem Campus der Universität im Stadtteil Yenimahalle.
Das Gebäude gilt als eines der letzten Werke der Architekturphase der „ersten nationalen Strömung“ (birinci ulusal mimarlık akımı). Das dreistöckige Gebäude mit Kellergeschoss besitzt auf dem Dach eine Sternwarte, die jedoch aufgrund fehlender Einrichtung nie als solches genutzt werden konnte. Neben dem Rektorat im zweiten und dritten Geschoss befinden sich heute im Erdgeschoss die Fakultätsleitung für den Lehramtsstudiengang und diverse Laboratorien.

## Galerie

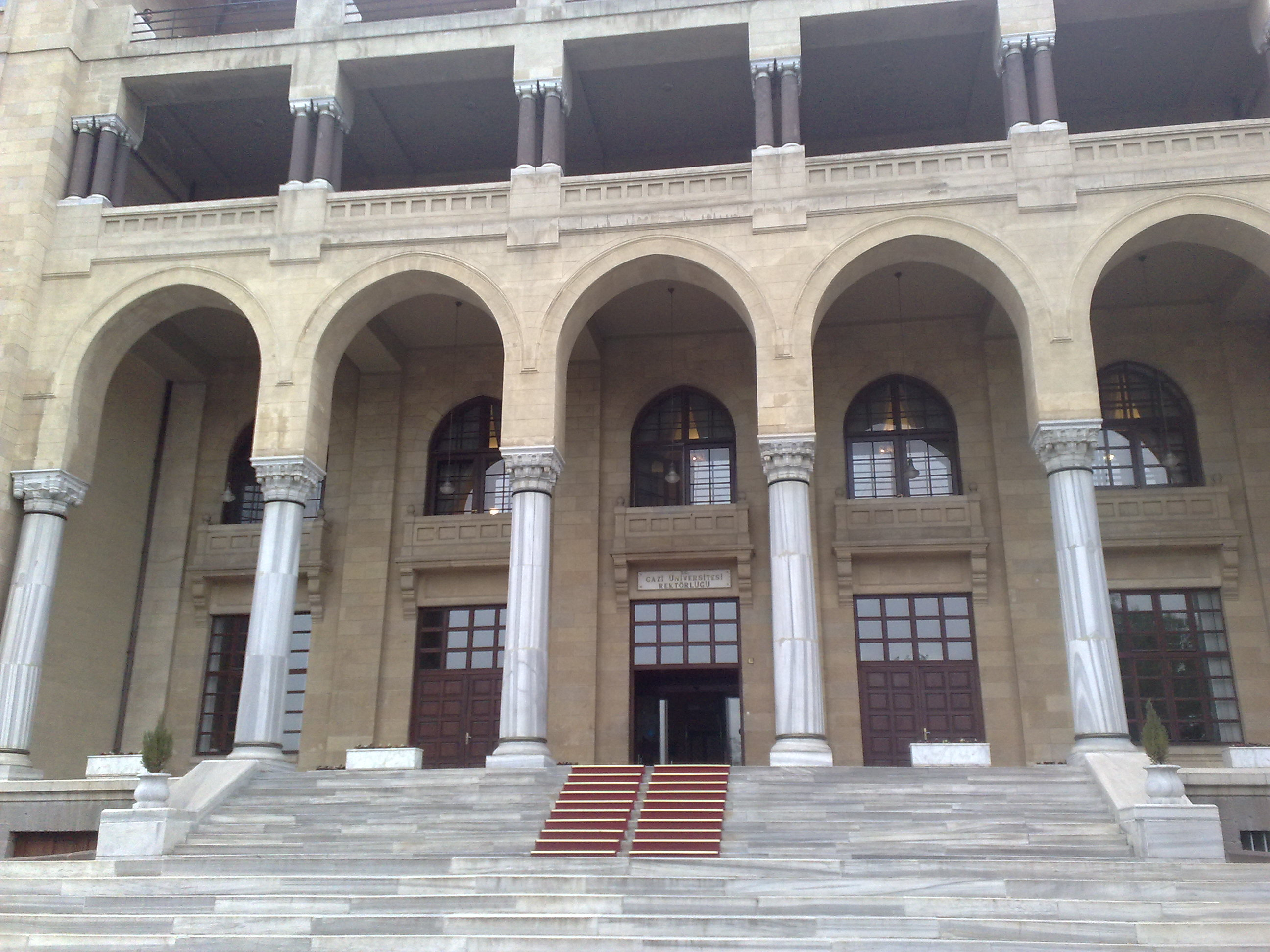
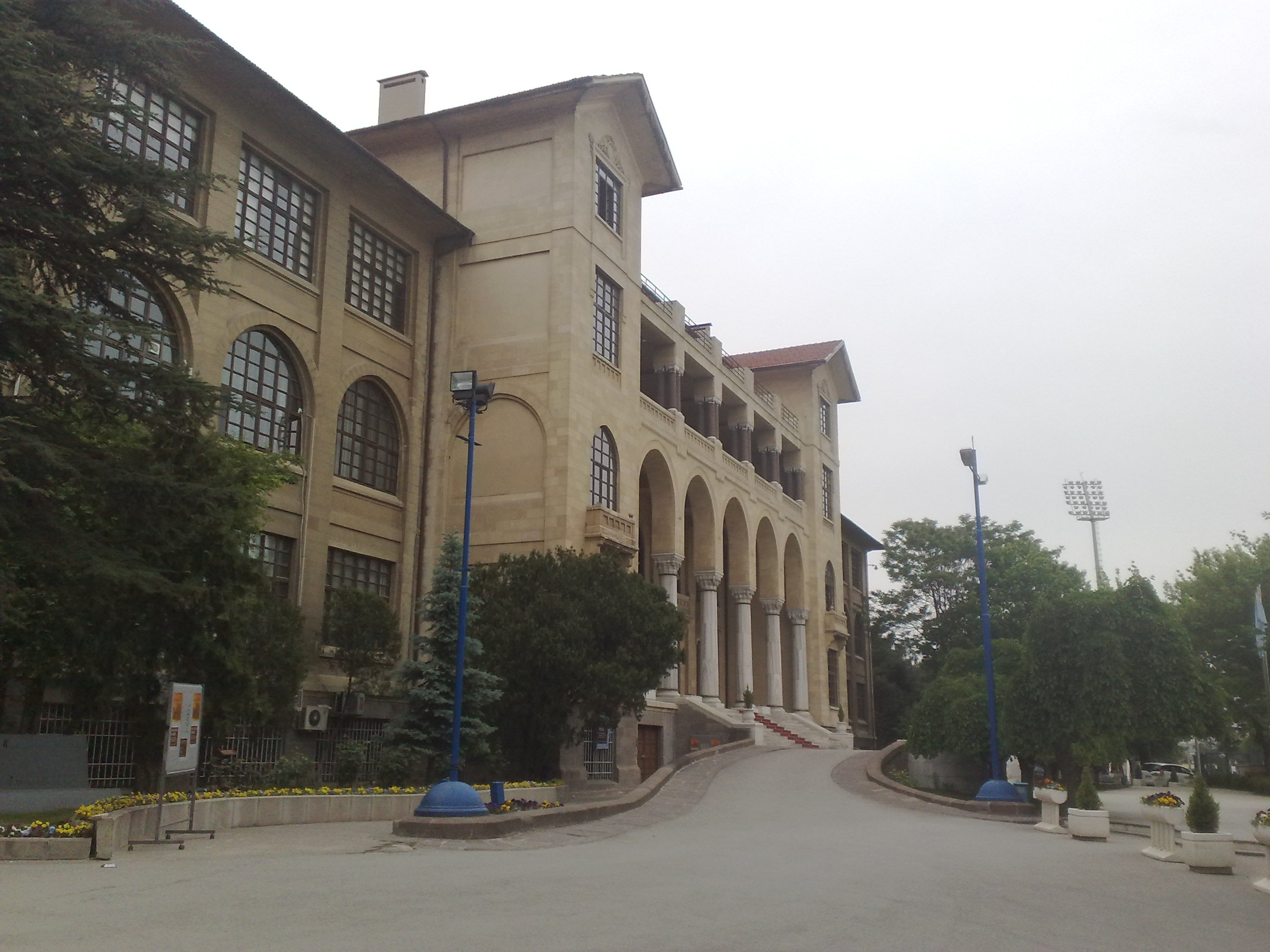
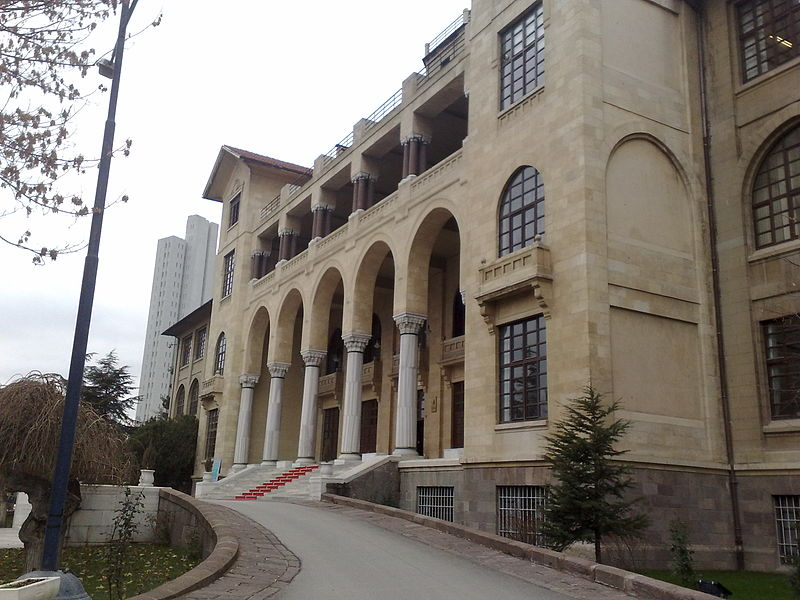